# 沈永祥
沈永祥（1955年4月7日—），男，上海人，中华人民共和国政治人物、外交官。

## 生平
1990年，任中华人民共和国国家教育委员会干部。1991年，调入外交部，任外交部国际司二等秘书，后升任一等秘书、处长、参赞。1998年，任外交部驻香港特派员公署国际部主任。2001年，任常驻联合国日内瓦办事处和瑞士其他国际组织代表团参赞。2003年，任外交部人权事务特别代表、国际司参赞。2006年，升任外交部国际司副司长。2010年7月，出任中华人民共和国驻马达加斯加大使。2013年7月，出任中华人民共和国驻卢旺达大使。2015年10月，自驻卢旺达大使离任。
2022年7月，当选连任中国人权研究会副会长。

## 家庭
已婚，有一女。